# Peret (chanteur)
Pour les articles homonymes, voir Peret (homonymie).

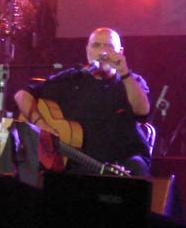
Peret en 2007.

Pedro Pubill Calaf, né le 24 mars 1935 à Mataró et mort le 27 août 2014 à Barcelone, plus connu sous le nom de Peret, est un chanteur, guitariste et compositeur gitan espagnol. Il est probablement le plus célèbre interprète de la rumba catalane, dite aussi rumba de Barcelone.
Son jeu de  guitare, appelé « ventilador », qui consiste à utiliser la caisse de résonance comme instrument de percussion, a assuré sa réputation et inspiré de nombreux imitateurs. 

## Biographie

### Jeunesse
Fils d'un vendeur ambulant de tissus, il accompagne son père dans ses déplacements dans toute la Catalogne et aux Baléares et ne fréquente aucune école. 
Mordu de guitare et de chansons gitanes, il crée, à l'âge de douze ans, avec une cousine le duo Los Hermanos Montenegro qui fait sa première apparition publique au théâtre Tívoli de Barcelone, lors d'un festival pour enfants. 
En 1947, il enregistre un disque qui passe inaperçu et continue sa vie de camelot. S'il fait ensuite un voyage en Argentine ce n'est pas pour chanter mais pour négocier l'achat de draps. Puis il participe à quelques émissions radiophoniques de la côte catalane, où il gagne une petite réputation qui se met à grandir dans Barcelone. Il enregistre alors deux disques qui passent régulièrement sur les ondes locales. 
Son mariage avec Santa, une gitane de la famille, lui inspire plus tard la chanson Mi Santa, qui sera l'une de ses plus populaires. 
Il s'intéresse beaucoup à la rumba catalane, dont le créateur est un autre gitan de Barcelone, le guitariste et chanteur Antonio González, dit El Pescaílla.

### Succès
Au milieu des années 1960, il part s'installer à Madrid, où commence son ascension. Certaines de ses compositions, comme  El muerto vivo, rencontrent un vif succès dans tous les milieux. Alors que la musique anglo-saxonne est partout à la mode, les rumbas de Peret suscitent aussi l'enthousiasme d'une partie de la jeunesse [réf. nécessaire]. 
Les années suivantes, il enchaîne les succès avec El gitano Antón, Don Toribio Carambola, Saboreando, ¡Lo mato!, Si fulano fuese mengano, Chaví, Qué cosas tiene el amor, A mí las mujeres ni fu ni fa, Castigadora et Tracatrá. Son coup de maître est assurément Borriquito, chanson sortie en 1971, dont il est l'auteur-compositeur et qui coïncide avec le boom touristique qui fait de l'Espagne une destination à la mode. 
En 1974, il représente l'Espagne au Concours Eurovision de la chanson, où il se classe à la neuvième place.
Peret compose plusieurs chansons en catalan dont l'une des plus connues est El mig amic, dédiée à son père. Écrite d'après Manuel Vázquez Montalbán, le père de Pepe Carvalho, c'est là la meilleure chanson de la Nova Cançó.

### Retrait
En 1982, Peret décide d'abandonner la chanson pour se dédier à l'Église évangélique de Philadelphie, où il exerce durant neuf ans. Puis, sans renier sa foi, il crée une maison de disques. En 1992, il sort de sa retraite religieuse pour participer à la cérémonie de clôture des Jeux olympiques de Barcelone.

### Dernières années
Le 29 juin 2013, il participe au Concert per la Llibertat au Camp Nou de Barcelone, où il chante L'Emigrant et Catalunya té molt poder.
Il meurt le 27 août 2014 à Barcelone, des suites d'un cancer du poumon,.

## Distinctions
En 1999, il reçoit la croix de Saint-Georges, distinction décernée par la Généralité de Catalogne.
En 2010, il reçoit la Médaille d'or du mérite des beaux-arts remise par le ministère de l'Éducation, de la Culture et des Sports.

## Discographie

### CD
- No se pué aguantar (PDI, 1991).
- Gitana Hechicera (PDI, 1992 - reeditat per Picap, 2008).
- Rumbas de la clausura (PDI, 1992, live avec  Los Manolos et Los Amaya).
- Cómo me gusta (PDI, 1993 - Picap, 2008).
- Que disparen flores (PDI, 1995 - Picap, 2008).
- Jesús de Nazareth (PDI, 1996 - Picap, 2008).
- Rey de la Rumba (Virgin, 2000).
- Que levante el dedo (K Industria Cultural, 2007).
- De los cobardes nunca se ha escrito nada (Universal Music, 2009).

## Filmographie

### Rôle principal
- Amor a todo gas (1969)
- El meson del gitano (1970)
- A mi las mujeres ni fu ni fa (1971)
- Que cosas tiene el amor (1973)
- Si fulano fuese mengano (1974)

### Second rôle et apparition
- Los Tarantos (1963)
- Las cuatro bodas de Marisol (1967)
- El taxi de los conflictos (1968)
- Un dia despues de agosto (1968)
- Alma gitana (1996)
- Marujas asesinas (2001)
- Lazos rotos (2008)